# غابة مطيرة معتدلة
الغابات المطيرة المعتدلة (بالإنجليزية: Temperate rainforests)‏ هي غابات مخروطية الأوراق أو عريضة، توجد في المناطق ذات المناخ المعتدل التي تهطل فيها أمطار غزيرة. توجد الغابات المطيرة المعتدلة في المناطق الرطبة المحيطية حول العالم مثل: غابات المحيط الهادئ المطيرة المعتدلة في الإقليم الشمالي الغربي الهادئ في أمريكا الشمالية، وغابات جبال الأبلاش المطيرة المعتدلة في شرق الحزام الشمسي للولايات المتحدة الأمريكية، وغابات فالديفيا المطيرة المعتدلة في جنوب غرب أمريكا الجنوبية، والغابات المطيرة المعتدلة في نيوزيلاندا وتسمانيا وجنوب شرق أستراليا وشمال غرب أوروبا (مناطق معزولة في الجزر البريطانية وأيسلندا ومناطق أكثر اتساعًا في جنوب النرويج وشمال شبه الجزيرة الإيبيرية) وجنوب اليابان ومنطقة البحر الأسود وبحر قزوين التي تمتد من المنطقة الساحلية في أقصى الجنوب الشرقي للساحل البلغاري على البحر الأسود عبر تركيا إلى جورجيا وشمال إيران.
تشجع الظروف الرطبة في الغابات المطيرة المعتدلة بشكل عام تشكُّل طبقة سفلى من الحزازيات والسراخس وبعض الشجيرات. يمكن أن تكون الغابات المطيرة المعتدلة غابات صنوبرية معتدلة أو غابات معتدلة عريضة الأوراق أو مختلطة.

## التعريف
يُستَخدَم تعريف ألاباك (Alaback) للغابات المطيرة المعتدلة على نطاق واسع فيما يخص الغابات المطيرة المعتدلة في أمريكا الشمالية التي يحددها:
هطول مطري سنوي يتجاوز 140 سم ومعدل سنوي للحرارة بين 4 و12 درجة مئوية.

ومع ذلك، يتوقف هطول الأمطار السنوي المطلوب على عوامل مثل توزع الأمطار ودرجات الحرارة على مدار العام ووجود الضباب وتختلف التعاريف في المناطق الأخرى من العالم اختلافًا كبيرًا. على سبيل المثال، التعاريف الأسترالية هي تعاريف بيئية هيكلية بدلًا من أن تكون مناخية وتحدد الغابة المطيرة المعتدلة بـ:
ظُلّة أشجار تحجب 70% على الأقل من السماء.

تتألف الغابة بشكل رئيس من أنواع شجرية لا يتطلب تجدُّدها حدوث الحرائق، ولكن لديها بادرات تستطيع التجدد في الظل وفي الفتحات الطبيعية.
يستبعد التعريف الأخير جزءًا من الغابات المطيرة المعتدلة في غرب أمريكا الشمالية مثل غابة تنوب دوغلاس، التي يتطلب نمو بادرات أحد أنواع الأشجار السائدة فيها حدوث حرائق تجدد. يستبعد تعريف أمريكا الشمالية جزءًا من الغابات التي تُعرَّف بأنها غابات مطيرة معتدلة في أماكن أخرى.

## مستوى الظلة
بالنسبة لعلم الغابات يشير هذا المصطلح أيضًا إلى الطبقة العليا من الغابات أو منطقة الموائل التي شُكِّلت من تيجان الأشجار الناضجة وغيرها من الأحياء (بما فيها النباتات المُدخَلة الجديدة (nyophytes)، والحيوانات الشجرية… إلخ). مستوى الظلة هو المستوى الثالث في الغابات المطيرة المعتدلة. يمكن أن يصل طول الأشجار المشكلة للظلة من المخروطيات إلى 100 متر أو أكثر. تعيش العديد من الأنواع في الظلة. تجمع قمم الأشجار النسبة العظمى من الأمطار والرطوبة، وتحدث فيها معظم عمليات التمثيل الضوئي التي تقوم بها الغابة المطيرة. تشكل الأشجار ظلة تغطي ما يقارب 95% من أرضية الغابة خلال فصل الصيف.
تؤثر تغطية الظلة على مستويات تحمل الظل لنباتات أرضية الغابة. عندما تكون الظلة في أوجها (مغطية 95% من الأرضية) تنخفض قدرة النباتات على البقاء. أصبحت بعض الأنواع النباتية متحملة للظل لكي تستطيع البقاء. تتلقى قمم الأشجار كميات الأمطار الكبيرة؛ فتبقي المستويات المنخفضة من الغابة رطبةً.
تعيش الظلة بفضل عمليات التمثيل الضوئي. توفر الأوراق الطاقة والمغذيات للأشجار التي تؤمن المسكن والغذاء للغابة. يُحسَب من خلال كفاءة استخدام الإشعاع (RUE) الذي توفره بيانات الأقمار الاصطناعية مقدار التمثيل الضوئي الذي يحدث سنويًا في الغابات المطيرة المعتدلة. يتباين مقدار التمثيل الضوئي تبعًا للمكان والمناخات الأصغرية (microclimate) ضمن الغابة.

## التوزع العالمي

خريطة توضح أماكن توزع الغابات المطيرة المعتدلة

تغطي الغابات المعتدلة جزءًا كبيرًا من الكرة الأرضية، ولكن يقتصر وجود الغابات المطيرة المعتدلة فقط على عدد قليل من المناطق حول العالم. توجد النسبة العظمى منها في المناطق ذات المناخ المحيطي الرطب: غابات المحيط الهادئ المطيرة الرطبة في غرب أمريكا الشمالية (من ألاسكا الجنوبية إلى وسط كاليفورنيا)، وغابات فالديفيا وماجلان المطيرة المعتدلة في جنوب غرب أمريكا الجنوبية (جنوب تشيلي وما يجاورها من الأرجنتين)، ومناطق معزولة من الغابات المطيرة في شمال غرب أوروبا (من جنوب النرويج إلى شمال شبه الجزيرة الإيبيرية)، والغابات المطيرة المعتدلة في جنوب غرب أستراليا (تسمانيا وفيكتوريا) وغابات نيوزيلاندا المطيرة المعتدلة (الساحل الغربي للجزيرة الجنوبية).
يوجد البعض الآخر أيضًا في المناطق ذات المناخ شبه الاستوائي الرطب مثل: غابات كنيسنا وجبال الأماتول الساحلية في جنوب أفريقيا، وغابات كولخيس المطيرة في منطقة البحر الأسود (الركن الجنوبي الشرقي من بلغاريا وتركيا وجورجيا)، وغابات بحر قزوين المطيرة المعتدلة في إيران وأذربيجان، والغابات المطيرة الجبلية المعتدلة على طول ساحل المحيط الهادئ في شرق تايوان، والساحل الغربي لشبه الجزيرة الكورية على طول سلسلة جبال بايكدودايغان والمنطقة المحيطة بجبل جيريسان وعلى امتداد الخط الساحلي الجنوبي لشبه الجزيرة، وغابات تايهيو جنوب غرب اليابان، والمنطقة الساحلية في نيوساوث ويلز والجزيرة الشمالية في نيوزيلاندا.
بالإضافة إلى ذلك، لا يقتصر تصنيف البقع المعزولة من الغابات المطيرة المعتدلة الموجودة في المناخات الغائمة على الهطول المطري السنوي الذي يحدث فيها، بل يعتمد أيضًا على عدد الأيام الغائمة بالإضافة إلى عدد أيام الهطول المطري القابل للقياس سواءً على شكل أمطار أو ثلوج. تمتلك المناطق في غرب أمريكا الشمالية خارج إقليم الشمال الغربي الهادئ، وجبال كولومبيا في كولومبيا البريطانية، وشمال أيداهو وشمال غرب مونتانا مناخًا أقرب إلى القاري ويوجد فيها بقع معزولة من الغابات الصنوبرية المطيرة المعتدلة.
يوجد في شرق أمريكا الشمالية بقع معزولة متفرقة من الغابات المطيرة المعتدلة على امتداد هضبة أليغيني (Allegheny) والأجزاء المجاورة لها من جبال الأبلاش الممتدة من فيرجينيا الغربية إلى نيو إنغلاند. تتضمن تلك المناطق أجزاءً من فيرجينيا الغربية وبنسيلفانيا الغربية ونيويورك الغربية وجبال أديرونداك. يوجد مثال جيد عن تلك الغابات في «وادي زوار» في نيويورك الغربية (أقرب مدينة رئيسية هي بوفالو (نيويورك))، ومتنزه غابة كوك ضمن غابة أليغيني الوطنية (أقرب مدينة رئيسة هي بيتسبرغ)، ومنتزه الكاتدرائية في فيرجينيا الغربية.
يوجد في شرق آسيا بقع متناثرة من الغابات المطيرة المعتدلة الموجودة فيما يعرف بالشرق الأقصى الروسي (أوسوري ومنشوريا الخارجية وسخالين) في آسيا حيث المناخ قاري أيضًا، ولكن يحدث فيه ما يكفي من الهطول المطري وتغطية الغيوم؛ لإيواء بقع كبيرة من الغابات المطيرة المعتدلة. مثل شرق أمريكا الشمالية، يكون الهطول المطري على شكل أمطار وثلوج. تُعتَبر الغابات الصنوبرية الجبلية الموجودة في جبال شانغباي على الحدود بين الصين وكوريا الشمالية مثالًا جيدًا، وتحتوي بعضًا من أغنى الغابات دائمة الخضرة الصنوبرية في شرق آسيا.